# Тирбах
Тирбах (нем. Thierbach) — посёлок в Австрии, в федеральной земле Тироль.
Входит в состав округа Куфштайн. Население 241 чел. Занимает площадь 97,41 км². Официальный код — 70530.